# 프리드리히 나우만 재단

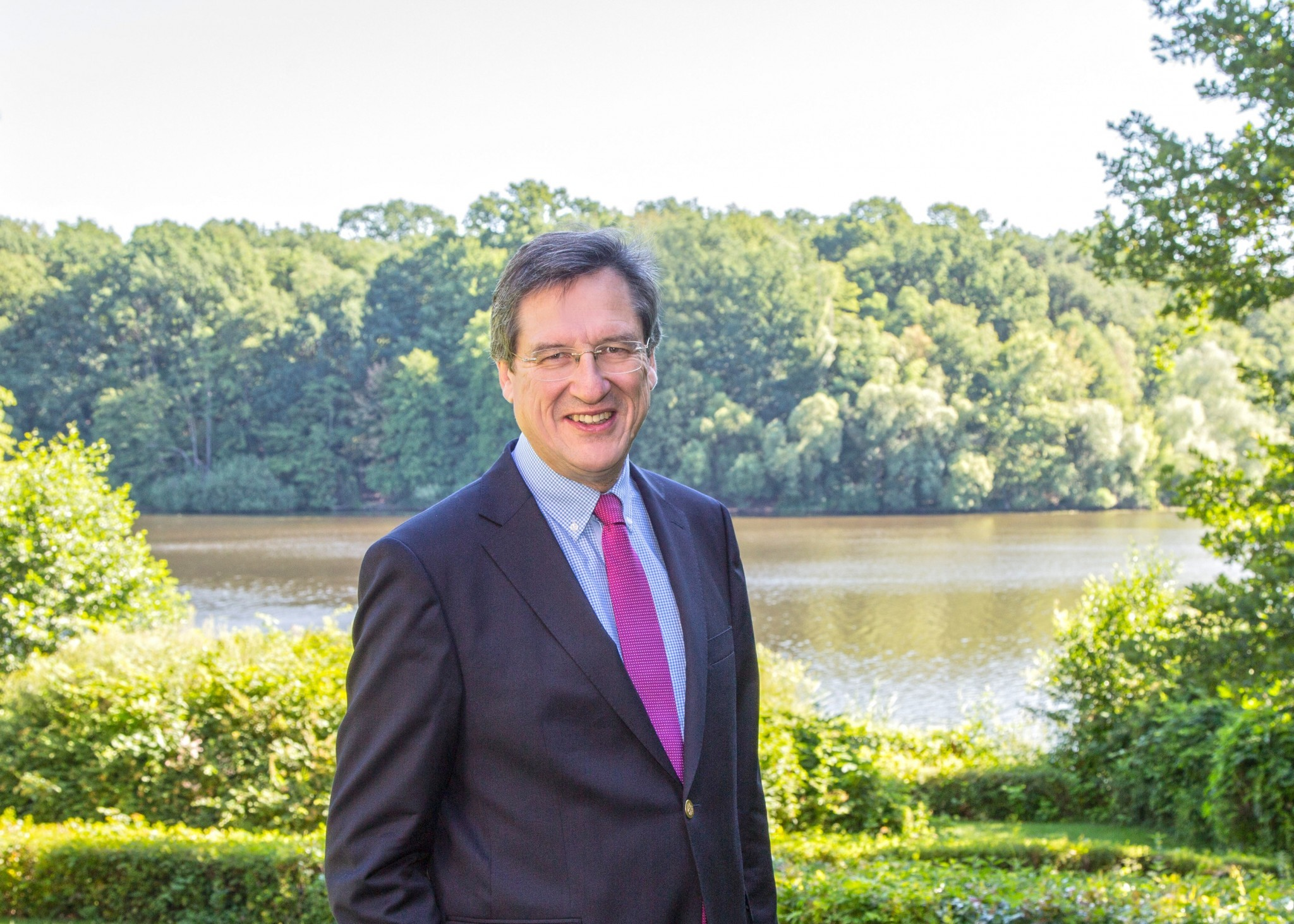

자유를 위한 프리드리히 나우만 재단(Friedrich Naumann Foundation for Freedom)은 독일 초대 대통령 테오도어 호이스가 1958년에 프리드리히 나우만의 이름을 따서 설립한, 자유주의 정치 정책을 연구하는 비영리 재단이다. 자유민주당(FDP)과 연관이 있다.
재단은 독일 외 여러국가에도 사무소를 두고 있다. 대한민국 내 사무소인 프리드리히 나우만재단 한국사무소는 1987년에 설립되어 한양대학교 서울캠퍼스(본교)에 사무소가 있다.

## 같이 보기
- 자유민주주의
- 아데나워재단
- 프리드리히 에버트 재단